# Kirpicznoje (obwód leningradzki)
Kirpicznoje (ros. Кирпичное) – osiedle w Rosji, w obwodzie leningradzkim, w rejonie wyborskim. W 2010 liczyło 1293 mieszkańców.